# Walter Tröger
Walter Tröger (* 2. Mai 1926 in Vohenstrauß; † 6. Februar 2004) war ein deutscher Hochschullehrer und Bildungsforscher.

## Leben

### Frühe Jahre und Ausbildung
Tröger leistete 1944 und 1945 seinen Kriegsdienst ab und kam in Kriegsgefangenschaft. Nach einer Lehrerausbildung und Lehramtstätigkeit von 1947 bis 1952 studierte er von 1952 bis 1954 am Berufspädagogischen Institut in München. Von 1951 bis 1957 studierte er Psychologie und Pädagogik an der philosophisch-theologischen Hochschule Regensburg und erhielt 1956 sein Diplom. Er wurde 1959 an der Universität München mit dem Thema Die Bedeutung des Films für den werktätigen Jugendlichen zum Dr. phil promoviert und erhielt 1965 die Habilitation.

### Forschung, Lehre und späte Jahre
Tröger war von 1957 bis 1960 Assistent am Wissenschaftlichen Institut für Jugendfragen in München und von 1960 bis 1965 am Pädagogischen Seminar an der Universität München. Anschließend war er von 1965 bis 1994 außerordentlicher Professor für Pädagogik an der Universität Regensburg.
Daneben war Tröger viele Jahre Vorstandsmitglied des Instituts für Medienpädagogik in Forschung und Praxis in München. Er starb mit 77 Jahren nach schwerer Krankheit.

## Werke (Auswahl)
- Erziehungsziele. Ehrenwirth, München 1976, ISBN 3-431-01656-1, OCLC 9762540
- Jugend rebelliert. Was sagen die Erzieher? Tatsachen, Analysen und Überlegungen zur Situation der heutigen Jugend. Arena-Verl. Würzburg 1969, OCLC 4660448
- Elitenbildung: Überlegungen zur Schulreform in einer demokratischen Gesellschaft. E. Reinhardt, München 1968, OCLC 4712762
- Totale Medienpädagogik : kritische Anmerkungen zu einem marxistischen Ansatz. Wiss. Inst. für Jugendfragen in Film und Fernsehen, München 1971, OCLC 632183358